# ماشا غوردون
ماشا غوردون هي متسلقة جبال روسية، ولدت في 13 فبراير 1974 في أوسيتيا الشمالية-ألانيا في روسيا.